# Liste der Monuments historiques in Biziat
Die Liste der Monuments historiques in Biziat führt die Monuments historiques in der französischen Gemeinde Biziat auf.

## Liste der Bauwerke
| Bezeichnung     | Beschreibung              | Standort                   | Kennzeichnung | Schutzstatus | Datum | Bild           |
| --------------- | ------------------------- | -------------------------- | ------------- | ------------ | ----- | -------------- |
| Kirche St-Clair | Erbaut im 12. Jahrhundert | Route de Rétissinge (Lage) | PA00116314    | Inscrit      | 1947  | weitere Bilder |

## Liste der Objekte
- Monuments historiques (Objekte) in Biziat in der Base Palissy des französischen Kultusministeriums